# Грета Гарбо
Грета Гарбо (швед. Greta Garbo; Стокхолм, 18. септембар 1905 — Њујорк, 15. април 1990) била је америчка глумица шведског порекла и једна од највећих филмских звезда тридесетих година 20. века. Већ са својим трећим филмом — Пут и ђаво из 1926. године, Гарбо је постала толико популарна да је њен први звучни филм, Ана Кристи, рекламиран под слоганом Гарбо говори!. Овај филм јој је донео прву номинацију за Оскара за најбољу главну глумицу и статус међународне звезде. Други познати филмови у којима је играла су Романса, Гранд хотел, Ана Карењина, Дама с камелијама и Ниночка. После неуспеха филма Жена са два лица, двадесетседмог у њеној каријери, Грета се повукла са филма. На крају филмске каријере имала је четири номинације за Оскара. Амерички филмски институт је уврстио међу пет најбољих глумица 20. века.
Грета се није удавала и није имала деце и живела је сама. Љубавне афере које је имала са бројним глумицама биле су јавна тајна. Гарбо је вешто избегавала интервјуе и појављивања у јавности, те је од 1941. године када се повукла, па до смрти 1990. године створила својеврстан мит о себи као једној од најмистериознијих јавних личности. Била је тајанствена и некомуникативна, те није ни чудо што је дала један од најкраћих интервјуа у историји. Када је новинар почео разговор реченицом: Знате, питам се... Гарбо је одсечно одговорила: А зашто се питате? и отишла.

## Детињство у Шведској
Грета Гарбо је рођена у Стокхолму (Шведска), од мајке Ане Ловисе, која је радила у фабрици за производњу џемова, и оца Карла Алфреда Густафсона, који је обављао више физичких послова — чистио улице, разносио намирнице, радио у фабрикама. Била је њихово треће и најмлађе дете. Ана и Карл су се венчали у Стокхолму, где су се и упознали. Обоје су били из провинцијских градова, и у престоници су тражили посао. Грета и њени сестра и брат су од малих ногу били навикнути на скроман и тежак живот. Живели су у малом стану који није имао топлу воду. Гарбо се присећала: 
| „ | Дуге зимске ноћи биле су вечно сиве. Отац би седео у углу и читао новине. У другом ћошку, мајка би уздишући крпила стару одећу. Ми, деца, шапутали бисмо или само седели у тишини. Сви смо били јако нервозни, као да се нека опасност осећала у ваздуху. Такве вечери се осетљивој девојци заувек урежу у сећање. Сви станови у крају где смо живели, личили су један на други — њихова ружноћа уклапала се у све што је и нас окруживало. | ” |

 Атмосфера у кући постала је још тежа када се Карл озбиљно разболео 1919. године. Био је један од многих који су те зиме добили шпански грип. Најпре је све ређе одлазио на посао да би после био готово везан за кревет. Грета га је неговала и једном недељно водила на терапију, али он је умро већ следеће године — када је она имала четрнаест година. Одмах потом, њена сестра Алва, која је ишла на часове стенографије, запослила се у агенцији за осигурање како би издржавала породицу.
Грета је као дете била сањар, а једна од њених жеља била је да постане глумица. Мрзела је да иде у школу, где би се увек играла сама. Била је веома маштовита, те би се у друштву увек наметнула као вођа. Једино за шта је показивала интересовање било је позориште. Као и сва друга деца из радничке класе, Грета није наставила школовање. Касније је признала да је због тога одувек имала комплекс ниже вредности.

## Каријера

### 1920—1925: Прве улоге
Грета је прво радила као продавачица и дизајнер шешира, да би је исти послодавац, уочивши њену привлачност, унапредио у манекенку. Убрзо је добила понуду да глуми у реклами за женску одећу. На филму се први пут појавила 1922. године, у комедији Луталица Питер, али као статиста. Схвативши у ком правцу жели да иде њена каријера, Гарбо је исте године уписала глуму на Краљевској школи драмских уметности у Стокхолму. Редитељ Мориц Стилер понудио јој је улогу у романтичној драми Сага о Гести Берлингу, адаптацији истоименог романа Селме Лагерлеф, коју је она радо прихватила. Године 1925. добила је своју прву главну улогу у филму Улица без радости, немачког режисера Георга Вилхелма Пабста. После овог филма Гарбо је отишла у Америку, где је уз помоћ веза Морица Стилера добила ангажман у кући Метро-Голдвин-Мејер. У Холивуду јој ускоро везе нису ни биле потребне, јер је директор МГМ-а, Луј Мејер, био очаран њеном појавом.

### 1926—1930: „Гарбо говори!“
Грета Гарбо је у Холивуд стигла прве недеље јула 1925, где је очекивала да ће радити на неком филму Морица Стилера. Међутим, добила је улогу Леоноре у филму Бујица, поред Рикарда Кортеза. Филм је остварио успех на благајнама, а Гретина глума је добила похвале. Након успеха овог филма, Ирвин Талберг је изабрао Гарбо за главну глумицу у својој драми Заводница иако је, кад ју је први пут видео, рекао за њу да је потпуно бескорисна. Глумица није била задовољна сценаријем, јер јој је изгледало да ће је само тражити за улоге жена сумњивог морала, међутим још увек није смела тек тако да одбије улогу. Касније је рекла да је за тај филм и његово снимање везују само ружне успомене. За време снимања телеграмом јој је јављено да је њена сестра Алва умрла, у двадесет трећој години. Када је тражила дозволу да оде на сахрану, уплашени за цео пројекат, продуценти су одбили захтев и наложили јој да се врати на снимање. Стилер, који је слабо разумео енглески, није се слагао са осталим члановима тима. На крају, трошкови снимања постали су превисоки, и целокупна зарада од филма утрошена је на њихово покриће. Грета, која је поново добила одличне критике, привлачила је све већу пажњу Холивуда.
Гарбо је снимила још осам немих филмова који су постали популарни широм света и претворили је у једну од најтраженијих глумица. У већини њих глумила је поред Џона Гилберта, са којим је била у сентименталној вези која је, као и његови покушаји да се ожени њоме, привлачила велику пажњу јавности у Америци. Упркос великој популарности, продуценти су оклевали да јој дају улогу у звучном филму због шведског нагласка. Ипак, после дугог одлагања, доделили су јој улогу лучке проститутке у филму Ана Кристи — написаном по истоименој представи Јуџина О'Нила. Како би били сигурнији у успех пројекта, рекламирали су га под слоганом Гарбо говори!. Грета је за ову изведбу први пут била номинована за Оскар за најбољу главну глумицу, а Ана Кристи је био комерцијално најуспешнији филм 1930. године. Био је толико популаран да је следеће године снимљена немачка верзија — опет са Гретом као Аном Кристи. Већ са следећим филмом — Романса, Гарбо је опет била номинована за Оскара.

### 1931—1935: Пробој у Холивуду
После два филма која су добила похвале од критике, утицај Грете Гарбо у Холивуду је порастао. Године 1931. добила је улогу популарне шпијунке Мате Хари у истоименом филму, као и руске балерине у филму Гранд хотел из 1932. Оба филма су постала блокбастери, са великом зарадом у биоскопима широм света. Грета је била на врхунцу популарности, а продуценти су велико интересовање за њене филмове и приватан живот звали гарбоманијом. Када јој је истекао уговор са МГМ 1932, Грета га је обновила али са условом да има слободу у бирању филмова и партнера.
Године 1933. Гарбо је снимала Краљицу Кристину — биографску драму о Кристини од Шведске, и том приликом је показала велику племенитост супротставивши се продуцентима по питању партнера за тај филм. Гарбо је инсистирала да јој партнер буде Џон Гилберт, међутим, сам Луис Мајер се јако успротивио њеној жељи пошто је Гилбертовој каријери одавно дошао крај, и тражио Лоренса Оливијеа, тада звезду у успону, али Грета је остала упорна, тако да је на крају ипак Гилберт био њен партнер.
Дејвид Селзник јој је 1935. понудио улогу у својој драми Победа над тамом, али је Гарбо имала друге планове — био је у припреми филм Ана Карењина, у ком је Грета била главна протагонисткиња — па је улогу на крају добила Бети Дејвис.

### 1936—1941: „Дама са камелијама“
Гарбо је 1936. одиграла улогу Маргерите Готје у филму Дама са камелијама. Овај филм јој је донео трећу номинацију за Оскара, док је улога француске куртизане постала њен заштитни знак. За време снимања филма Марија Велевска 1937. била је објављена листа пет најтраженијих глумица на којој се и она нашла — Кетрин Хепберн, Бети Дејвис, Марлен Дитрих, Џоун Крафорд и Грета Гарбо, што јој је добродошло да јој подигне морал, с обзиром да је Марија Велевска била критички и финансијски промашај. Године 1939. играла је у првој комедији у својој каријери и за њу била је номинована за четврти Оскар. Био је то филм Ниночка, а чињеница да Грета глуми у комедији била је толико невероватна да је филм рекламиран под слоганом Гарбо се смеје! — алузија на слоган под којим се рекламирао филм Ана Кристи (Гарбо говори!). Последњи филм који је снимила била је комедија Жена са два лица, редитеља Џорџа Кјукора. Иако је солидно прошао на благајнама, био је ово још један критички промашај. Грета је тај филм назвала својим гробом и одлучила да је дошло време да се повуче. Жена са два лица је био њен двадесетседми дугометражни филм, а филмска каријера јој је трајала једва нешто више од двадесет година.

#### Покушаји повратка и смрт
Грета Гарбо је два пута покушала да се врати филму. Први пут је то било 1948. године, када је потписала уговор вредан 200.000 долара за главну улогу у филму Војвоткиња од Ланжеа, по Балзаковом роману. Присуствовала је пробним снимањима, научила сценарио и запутила се у Рим где је требало да се снима филм, али када је стигла, сазнала је да је пројекат пропао због скромних новчаних средстава. Веровало се да су и ти мали снимци које је Грета урадила пре снимања заувек изгубљени, међутим крајем осамдесетих су пронађени у нечијој гаражи и 2005. искоришћени за снимање документарца Гарбо. Још једном је покушала да се врати 1969. на молбу италијанског редитеља Лукина Висконтија. Висконти је наиме припремао раскошни пројекат У потрази за изгубљеним временом, по истоименом колосалном делу Марсела Пруста. Иако је ангажовао две велике звезде — Алена Делона и Лоренса Оливијеа, каже да је Грета била невероватан ауторитет. Пошто је филм требало да траје четири сата, трошкови су постали астрономски и никада није завршен.
Иако Гарбо није живела у апсолутној самоћи како се то веровало (често је са пријатељима путовала Европом), била је невероватно меланхолична и анксиозна. Није давала интервјуе, нити одговарала на писма обожавалаца, којих би у току недеље било и по неколико хиљада. Једини хоби јој је био скупљање уметничких предмета. Међу сликама које су се налазиле у њеном стану, биле су и две слике Огиста Реноара и две Пјера Бонара. Године 1951. добила је америчко држављанство и купила је седмособни стан на Менхетну. Тридесет година касније успешно се излечила од рака дојке. Умрла је 15. априла 1990. од упале плућа и срчаних проблема.
Грета је била штедљива и мудра када је новац био у питању. Богатство које је остало иза ње, процењено на 32.000.000 долара, тестаментом је завештала својој нећаки Греј Рајсфилд.

## Љубавни живот
Грета Гарбо је водила неконвенционалан љубавни живот. Познато је да је њена највећа љубав био мушкарац, али не могу се занемарити ни бројне сентименталне везе са женама.
Једна од првих хомосексуалних веза које је Гарбо имала, била је са глумицом Моном Мартенс. Њих две су се упознале на снимању филма Сага о Гести Берлингу и чак су делиле хотелску собу у Стокхолму. Први младић у кога је Грета била заљубљена је био глумац Џон Гилберт, њен партнер у неколико филмова. Испоставило се да љубавне сцене из филма Пут и ђаво које су снимили њих двоје заиста нису биле глума. Било је познато да су били у сентименталној вези и да је требало да се венчају, до чега ипак на крају није дошло. Контроверзни енглески публициста Најџел Которн, написао је у својој књизи Љубавни живот холивудских богиња да је Гарбо побегла са саме церемоније венчања, што је касније објаснила речима: „Плашила сам се да ће ми командовати и наређивати шта да радим. Одувек сам желела да ја будем онај који се пита.“ Иако је њихова веза одавно била завршена, студио је наставио да форсира ту причу кад год би се појавило нешто што би указивало на Гретину декадентну природу. По њеном доласку у Холивуд, новине су писале и о Гретиним везама са глумицама Лилијан Ташман и Фифи Д'Орсеј, да би се потом окренуле њеном односу са књижевницом, шпанском војвоткињом Мерцедес де Акостом. Де Акоста је први пут видела Грету у Истанбулу 1924. док је ова снимала пропали филм Робиња из Смолне. Према сопственим речима, Де Акосту су веома узнемириле њене очи и желела је да поприча са њом, али није знала на ком језику да јој се обрати. Упознале су се неколико година касније, у Америци 1931. године, а убрзо потом почеле су да излазе заједно. У својим мемоарима, де Акоста каже да су заједно ишле на одмор на Сребрно језеро у планинама Сијера Неваде. Њихова веза трајала је наредних тридесет година. Када је Акоста објавила књигу 1961. године, у којој је причала о њиховом односу, Грета је постајала све хладнија према њој и на крају су прекинуле сваки контакт.
Гарбо је била и у краћим љубавним везама са диригентом Леополдом Стоковским, као и са руском креаторком Валентином и њеним супругом, Џорџом Шлијем. Њих троје су често виђани заједно, а њих две би биле обучене потпуно исто.
Последњи (познати) дугогодишњи партнер Грете Гарбо наводно је био фотограф Сесил Битон. Њих двоје је упознао Џорџ Шли 1946. године, на једној забави. И Битон је, као и Гарбо, имао односе са оба пола. Када је Шли умро 1964, атмосфера која је владала између Сесила и Грете била је тешка. Након неколико неуспелих покушаја Битон је одустао од идеје да се ожени Гретом. По легенди посетила га је неколико дана пре него што је умро, након дугогодишњег избегавања и ћутања. Савремени Гретини биографи сматрају да је ова веза била лажна или да уопште није постојала, будући да је Битон, по њиховом мишљењу, био декларисани хомосексуалац. Сама Грета никада није потврдила да је између њих икада постојало нешто више од пријатељства.
Након њене смрти, а и пре, многи су обелоданили своју везу са познатом глумицом. Она сама никада то није потврдила, али ни демантовала. Међу њима су били Џони Вајсмилер и Жа Жа Габор. Године 2005. шведска глумица Мими Полак рекла је да је била у вези са Гретом још док су заједно ишле у школу. Своје тврдње је посведочила бројним писмима која јој је слала Гарбо. У једном од њих, које је написано 1930, када је Полакова била трудна, Грета је написала: „Наша природа не може бити другачија од овакве, каквом је Бог створио. Али ипак сам мислила да ћемо заувек припадати једна другој.“

## Рекли су о Грети...
Мерседес де Акоста је у својим мемоарима Овде лежи срце рекла да је „Гарбо изгледала тако отмено и аристократски да је подсећала на руску принцезу“. Када се упознала са њом у Холивуду, одушевиле су је њене очи за које је Де Акоста рекла да су имале израз вечности, као и то што је носила панталоне.
Било је познато да је волела да се шета обнажених груди, било на јахти свог пријатеља Аристотела Оназиса, било у кући пријатеља и колеге Дејвида Нивена. Он је једном рекао: „Грета је прва жена коју су моји синови видели голу. Волела је да се купа гола у нашем базену.“ Гретина пријатељица, а по некима и љубавница, Луиз Брукс, рекла је у својој књизи: „Грета је била права мушкарача, што њене филмове чини још лепшим. Везу са Мерседес де Акостом започела је из чистог снобизма. Убијала је од батина. Кћерка једног касапина злоставља једног потомка војводе од Албе! Гарбо је била та која је ловила. Али када би за њом кренула Марлен Дитрих, она би побегла!“
Редитељ Џорџ Кјукор рекао је поводом Гретиног одласка са филма: „Грета је сталожена и дисциплинована. Она је јединствена — створење рођено за камере! Али знала је када треба да се повуче, једноставно је то осетила. И превише је паметна да би покушала да се врати“.
Драма хрватског аутора Мира Гаврана, Тајна Грете Гарбо, премијерно је била изведена 25. фебруара 2012. у београдском позоришту Мадленијанум. Лик Грете Гарбо тумачи Тања Бошковић, која је неколико дана након премијере рекла о скандинавској диви:
| „ | Грета Гарбо није волела гламур и тај погубни, површни Холивуд, без обзира на то колико је била гламурозна. Она је била дубока особа — по осећањима, по служењу лепоти, али, такође је била веома опседнута уметношћу... Интересантно је то што се она нама представља кроз овај комад у оним годинама у којима о њој ништа не знамо... Не знамо шта се дешавало Грети педесетих година 20. века. Миро Гавран је управо у 1954. годину сместио радњу представе, када је она имала педесет година. О том периоду имамо штуре податке – да је живела негде у околини Њујорка. Грета Гарбо је била изузетно занимљива особа, али тајанствена. Она није давала да се лако улази у њен живот. Била је емотивни гигант, озбиљан интелект. | ” |

## „Желим да ме оставе на миру“
| „             | Живот би био тако диван кад бисмо само знали шта ћемо са њим. | ” |
| — Грета Гарбо |                                                               |   |

Гретин омиљени глумац био је Гари Купер, а она Хитлерова омиљена глумица. Неколико пута је покушала да искористи свој утицај како би Куперу обезбедила улогу у неком свом филму, али никада није успела. Мрзела је Кларка Гејбла, а он је њу сматрао снобом. Најбоље пријатељице су јој биле Дебора Кер и Лили Палмер.
Изузетно лепа, висока и витка, лица које одаје богат унутрашњи живот и одсутност сваке површности, Грета је била предодређена за романтичне улоге тајанствених и недостижних фаталних жена. То јој се никада није допадало: „Не желим да будем глупа заводница. Не видим смисао лепог облачења и завођења мушкараца, не радећи притом ништа осим тога.“ Била је веома фотогенична и врло сугестивна у крупним плановима. Успешно је разрадила препознатљив глумачки стил заснован на споју суздржаности и артифицијелности којим је дочарала богат, сложен и контрадикторан емоционални живот ликова привлачних, али мушкарцима недостижних жена. Након што је игром случаја у неколико својих филмова отерала мушкарце од себе, говорећи им да јој не треба нико и да је оставе на миру, годинама јој је приписивана реченица: Желим да будем сама. Грета је то касније демантовала: „Никада нисам рекла да желим да будем сама. Рекла сам да желим да ме оставе на миру.“
На питање зашто се поред толико љубавника никада није удала, одговорила је: „Није вам потребан брак да бисте имали доброг пријатеља са којим ћете живети.“ Упркос бурном љубавном животу и статусу филмске диве и планетарне звезде, Гарбо је стекла репутацију најдепресивнијег Скандинавца после Хамлета. „Моја животна прича су споредни улази, бочна врата, тајни лифтови и други начини за улазак и излазак, како ме људи не би узнемиравали“, али је додала још: „Свако од нас живи свој живот само једном. Ако си искрен, и то ти је довољно.“
Када је осамдесетих година 20. века један младић препознао на улици и упитао: „Да ли сте Ви Грета Гарбо?“, одговорила је: „Била сам Грета Гарбо.“

## Филмографија
| Година | Назив                        | Улога                             | Награде                                      | Остали глумци                       |
| ------ | ---------------------------- | --------------------------------- | -------------------------------------------- | ----------------------------------- |
| 1922.  | Луталица Питер               | Грета ()                          |                                              |                                     |
| 1924.  | Сага о Гести Берлингу        | Елизабет Дона ()                  |                                              |                                     |
| 1925.  | Улица без радости            | Грета Румфорт ()                  |                                              |                                     |
| 1926.  | Бујица                       | Леонора Морено ()                 |                                              |                                     |
| 1926.  | Заводница                    | Елена ()                          |                                              |                                     |
| 1926.  | Пут и ђаво                   | Фелиситас ()                      |                                              |                                     |
| 1927.  | Љубав                        | Ана Карењина ()                   |                                              |                                     |
| 1928.  | Божанствена жена             | Маријана ()                       |                                              |                                     |
| 1928.  | Тајанствена дама             | Тања Фјодорова ()                 |                                              |                                     |
| 1928.  | Жена љубавних афера          | Дајана Мерик Фернес ()            |                                              |                                     |
| 1929.  | Дивље орхидеје               | Лили Стерлинг ()                  |                                              |                                     |
| 1929.  | Једино мерило                | Арден Стјуарт Хјулет ()           |                                              |                                     |
| 1929.  | Пољубац                      | Ирена Гери ()                     |                                              |                                     |
| 1930.  | Ана Кристи                   | Ана Кристи ()                     | номинована — Оскар за најбољу главну глумицу | Мари Дреслер                        |
| 1930.  | Романса                      | Рита Кавалини ()                  | номинована — Оскар за најбољу главну глумицу |                                     |
| 1931.  | Инспирација                  | Ивон Валбре ()                    |                                              |                                     |
| 1931.  | Ана Кристи (немачка верзија) | Ана Кристи ()                     |                                              |                                     |
| 1931.  | Успон и пад Сузан Ленокс     | Сузан Ленокс ()                   |                                              | Кларк Гејбл Џин Хершолт             |
| 1931.  | Мата Хари                    | Мата Хари ()                      |                                              |                                     |
| 1932.  | Гранд хотел                  | Грузинска ()                      |                                              | Џоун Крафорд Волас Бири Џин Хершолт |
| 1932.  | Тако је, ако вам се чини     | Зара/Мари ()                      |                                              |                                     |
| 1933.  | Краљица Кристина             | Кристина од Шведске ()            |                                              |                                     |
| 1934.  | Обојени вео                  | Катрин Кербер Фане ()             |                                              | Џин Хершолт                         |
| 1935.  | Ана Карењина                 | Ана Карењина ()                   |                                              | Фредрик Марч Морин О'Саливан        |
| 1936.  | Дама са камелијама           | Маргерита Готје ()                | номинована — Оскар за најбољу главну глумицу |                                     |
| 1937.  | Марија Валевска              | Марија Валевска ()                |                                              |                                     |
| 1939.  | Ниночка                      | Нина Ивановна Ниночка Јакушова () | номинована — Оскар за најбољу главну глумицу | Бела Лугоси                         |
| 1941.  | Жена са два лица             | Карин Борг Блејк ()               |                                              | Рут Гордон                          |